# Zuniga (genre)
Pour l’article homonyme, voir Zuniga.
Genre
Synonymes
- Arindas Mello-Leitão, 1933
- Simprulloides Mello-Leitão, 1933

Zuniga est un genre d'araignées aranéomorphes de la famille des Salticidae.

## Distribution
Les espèces de ce genre se rencontrent en Amérique du Sud et en Amérique centrale.

## Liste des espèces
Selon World Spider Catalog (version 18.0, 27/05/2017) :
- Zuniga laeta (Peckham & Peckham, 1892)
- Zuniga magna Peckham & Peckham, 1892

## Publication originale
- Peckham & Peckham, 1892 : Ant-like spiders of the family Attidae. Occasional Papers of the Natural History Society of Wisconsin, vol. 2, no 1, p. 1-84 (texte intégral).